# Бобслей на зимних Олимпийских играх 2014
Соревнования по бобслею на зимних Олимпийских играх 2014 в Сочи прошли с 16 по 23 февраля в Центре санного спорта «Санки», расположенном возле Красной Поляны. Разыграно 3 комплекта наград.
Канадки Кейли Хамфрис и Хезер Мойс выиграли золото на второй Олимпиаде подряд. Главной неожиданностью стал провал немецких экипажей — впервые за 50 лет германские бобслеисты не увезли с Олимпийских игр ни одной медали. Сборная США выиграла медали во всех трёх видах бобслейной программы.
Изначально золото в мужских двойках и четвёрках выиграл российский экипаж Александра Зубкова, но в 2017 году российские бобслеисты были лишены наград за нарушение антидопинговых правил. Занявшие 4-е место в обеих дисциплинах экипажи Александра Касьянова также были дисквалифицированы.

## Медальная таблица
(Жирным выделено самое большое количество медалей в своей категории)
| Общее количество медалей |                |        |         |        |       |
| Место                    | Страна         | Золото | Серебро | Бронза | Всего |
| 1                        | Латвия         | 1      | 0       | 1      | 2     |
| 2                        | Канада         | 1      | 0       | 0      | 1     |
| 2                        | Швейцария      | 1      | 0       | 0      | 1     |
| 4                        | США            | 0      | 3       | 1      | 4     |
| 5                        | Великобритания | 0      | 0       | 1      | 1     |
| Всего                    | Всего          | 3      | 3       | 3      | 9     |

## Медалисты

### Мужчины
| Дисциплина | Золото                                                                        | Серебро                                                                   | Бронза                                                                           |
| Двойки     | Швейцария · Беат Хефти · Алекс Бауман                                         | США · Стивен Холкомб · Стивен Лэнгтон                                     | Латвия · Оскар Мелбардис · Даумантс Дрейшкенс                                    |
| Четвёрки   | Латвия · Оскар Мелбардис · Даумантс Дрейшкенс · Арвис Вилкасте · Янис Стренга | США · Стивен Холкомб · Кёртис Томасевич · Кристофер Фогт · Стивен Лэнгтон | Великобритания · Джон Джеймс Джексон · Брюс Таскер · Стюарт Бенсон · Джоэл Фирон |

### Женщины
| Дисциплина | Золото                              | Серебро                            | Бронза                            |
| Двойки     | Канада · Кейли Хамфрис · Хезер Мойс | США · Элана Майерс · Лорин Уильямс | США · Джейми Гребел · Эйджа Эванс |

## Квалификация
В общей сложности квота МОК содержит 170 доступных мест для спортсменов (130 мужчин и 40 женщин), чтобы участвовать в Играх. Квалификация основана на мировых рейтингах, составленных на 20 января 2014 года.

## Расписание
Расписание всех 3 соревнований согласно официальному сайту:

Время МСК (UTC+4).
| День    | Дата                    | Старт | Финиш | Соревнование                     |
| ------- | ----------------------- | ----- | ----- | -------------------------------- |
| День 10 | Воскресенье, 16 февраля | 18:30 | 21:15 | Заезды 1 и 2, двойки (мужчины)   |
| День 11 | Понедельник, 17 февраля | 18:45 | 21:30 | Заезды 3 и 4, двойки (мужчины)   |
| День 12 | Вторник, 18 февраля     | 20:15 | 22:15 | Заезды 1 и 2, двойки (женщины)   |
| День 13 | Среда, 19 февраля       | 20:15 | 22:15 | Заезды 3 и 4, двойки (женщины)   |
| День 16 | Суббота, 22 февраля     | 20:00 | 22:30 | Заезды 1 и 2, четвёрки (мужчины) |
| День 17 | Воскресенье, 23 февраля | 13:30 | 15:45 | Заезды 3 и 4, четвёрки (мужчины) |

## Место проведения соревнований
| Центр санного спорта «Санки» |
| ---------------------------- |
|                              |
| Вместимость: 5 000           |